# Given
Given (яп. ギヴン, Givun) — японська манґа, написана та ілюстрована Нацукі Кідзу. Вона публікувалася з 2013 по 2023 роки в двомісячному журналі манґи Chéri+ і зібрана у дев'ять томів (танкобонів) видавництвом Shinshokan. Серія розповідає про чотирьох студентів, які створили свій рок-гурт, та про дві романтичні історії, що виникають між ними: між електрогітаристом Ріцукою Уеноямою та вокалістом Мафую Сато, а також між басистом Харукі Накаямою та барабанщиком Акіхіко Каджі.
Серію неодноразово адаптовували, зокрема як аудіодраму у 2016 році, 11-серійне аніме у 2019 році, аніме-фільм у 2020 році та телевізійну дораму з живими акторами у 2021 році. Аніме-серіал транслювався у програмному блоці Noitamina на телеканалі Fuji TV і став першим Boys’ Love (BL) серіалом, який вийшов в ефір у рамках цього блоку. В Україні публікується видавництвом Nasha idea під імпринтом «ТАК».

## Сюжет
У голові Мафую Сато застрягла мелодія. Тримаючи гітару в руках, він постійно повертається до неї. У цій мелодії звучать слова жалю, туги і втрати. Але через його байдужий погляд, який ніби витає в хмарах, ніхто не здогадується про його справжні почуття. Випадкова зустріч з однокласником Ріцукою Уеноямою може стати для Мафую поштовхом, щоб нарешті дати голос своїм емоціям.
Уенояма грає на гітарі в гурті разом із доброзичливим басистом Харукі Накаямою і суворим на вигляд барабанщиком Акіхіко Каджі. Попри відсутність вокаліста, їхній гурт успішно виступає як інструментальний. Проте все змінюється, коли Уенояма чує спів Мафую. Він вражений і запрошує його приєднатися.
Спільна праця в гурті вимагає зусиль. Емоції можуть як завадити, так і об’єднати учасників. Завдяки підтримці Уеноями Мафую, можливо, вдасться нарешті висловити почуття, які він досі тримав у собі.

## Персонажі
Мафую Сато (яп. 佐藤 真冬, Satō Mafuyu)
16-річний учень старшої школи, вокаліст і гітарист гурту Given. Попри відсутність досвіду та професійної підготовки, Мафую має природний талант до співу й швидко опановує гру на гітарі та написання пісень. Після самогубства свого колишнього хлопця Юкі він приглушує емоції, що робить його зовні сором’язливим і замкнутим, однак під час виступів стає надзвичайно виразним. Поза музикою дбає про дев’ятимісячного померанського шпіца на ім’я Кедама.
Ріцука Уенояма (яп. 上ノ山 立夏, Uenoyama Ritsuka)
16-річний учень старшої школи та провідний гітарист гурту Given. Ріцука грає на гітарі з дитинства, тож має високу техніку та талант. Він доброзичливий за характером, хоча іншим часто здається стриманим або різким. Не має досвіду в романтичних стосунках. На початку серіалу він втрачає інтерес до гри на гітарі, але його любов до музики повертається, коли між ним і Мафую виникає тісніший зв’язок.
Харукі Накаяма (яп. 中山 春樹, Nakayama Haruki)
22-річний аспірант, басист і лідер гурту Given. Харукі доброзичливий і товариський, а як найстарший учасник гурту часто виконує роль посередника. Вже давно закоханий в Акіхіко й з часом починає зустрічатися з ним.
Акіхіко Каджі (яп. 梶 秋彦, Kaji Akihiko)
20-річний студент музичного коледжу та барабанщик гурту Given. Акіхіко спеціалізується на грі на скрипці й володіє кількома іншими інструментами. Має досвід стосунків як з чоловіками, так і з жінками, тому добре розбирається в романтичних питаннях і часто дає поради іншим. Живе зі своїм колишнім хлопцем Уґецу, з яким підтримує нестабільні стосунки. Проте, усвідомивши свої почуття до Харукі, Акіхіко остаточно розриває зв’язок з Уґецу, стає хлопцем Харукі й обіцяє змінитися заради нього.

## Медіа

### Манґа
Given випускався в журналі Chéri+ з квітня 2013 року. В Японії серія зібрана у дев'ять томів, виданих видавництвом Shinshokan. Серіалізація завершилася 30 березня 2023 року. В Україні манґа випускається видавництвом Nasha idea під імпринтом «ТАК» з вересня 2025 року.
30 січня 2024 року у випуску Chéri+ за березень 2024 року відбулася прем'єра спінофу у вигляді епілогу Given під назвою Given 10th Mix, де події відбуваються через 10 років після завершення оригінальної манґи. Він завершився 28 березня 2025 року і був зібраний в один том.
Given – це перша багатотомна робота манґаки Нацукі Кідзу, яка вийшла після двох попередніх однотомних серій Yukimura-sensei to Kei-kun та Links (2014).

### Аніме
Аніме-телесеріал, створений Lerche, був анонсований під час прес-конференції Fuji TV 14 березня 2019 року. Серіал транслювався з 11 липня по 19 вересня 2019 року на Noitamina, нічному аніме-блоці мережі, що зробило Given першим BL-серіалом, що вийшов в ефір в цьому блоці. Crunchyroll, який одночасно транслював серіал по всьому світу за межами Азії. У Південно-Східній Азії серіал вийшов на WeTV 18 травня 2021 року.
До основної виробничої команди серіалу входять Хікару Ямагучі як режисер, Юніко Аяна як сценаристка, Міна Осава як дизайнерка персонажів та Michiru як композитор саундтреку. Чотири оригінальні пісні серіалу — вступна тема «Kizuato», заключна тема «Marutsuke» та оригінальні пісні «Session» та «Fuyu no hanashi» (досл. «Зимова історія») — написані та виконані Centimillimental, з додатковим вокалом від актора озвучування Шьоґо Яно (який озвучую Мафую) у «Marutsuke» та «Fuyu no hanashi».В аніме задіяно новий акторський склад замість оригінального складу аудіодрами Crown Works.
Given : Existence on the Other Hand (яп. ギヴン うらがわの存在, Given: Uragawa no Sonzai),  — оригінальний анімаційний DVD (OAD), який вийшов 1 грудня 2021 року у комплекті з сьомим томом манґи.

### Фільм
19 вересня 2019 року було анонсовано продовження аніме-серіалу Given. Фільм є прямим продовженням аніме-серіалу та адаптацією другої арки манґи, яка зосереджена на стосунках між Харукі та Акіхіко. Розробка фільму була передана від Noitamina до Blue Lynx — яой-лейблу Fuji TV, створеного у 2019 році. У виробництві фільму взяли участь той самий творчий склад та актори озвучення, що й в аніме, зокрема режисер Хікару Ямагучі та сценаристка Юніко Аяна. Спочатку прем’єра була запланована на 16 травня 2020 року, проте через пандемію COVID-19 вихід перенесли на 22 серпня 2020 року. Вибрані покази фільму з 22 по 28 серпня включали інтерв'ю з основним акторським складом фільму та кадри з актором озвучування Мафую Шього Яно, який виконує «Marutsuke». Стримінговий сервіс Crunchyroll оголосив у жовтні 2020 року, що він придбав права на міжнародне розповсюдження фільму за межами Азії. Його було випущено на платформі 2 лютого 2021 року. У Південно-Східній Азії WeTV випустив фільм 25 травня 2021 року.
Продовження аніме-фільму було анонсовано в березні 2023 року, а у серпні того ж року оголосили, що це буде проєкт із двох частин. Перша частина, Hiiragi Mix (яп. 映画 ギヴン 柊mix, Eiga Givun: Hiiragi mix), вийшла в Японії 27 січня 2024 року, а друга частина, To the Sea (яп. 映画 ギヴン 海へ, Eiga Given: Umi e), 20 вересня 2024 року.

### Сценічна вистава
3 квітня 2020 року було оголошено про театральну постановку аніме Given, режисером якої виступить Фумія Мацудзакі, а сценаристка аніме Юніко Аяна повернеться до роботи сценаристки і у виставі. Спочатку виставу планували показати у театрах Токіо, Кіото та Осаки з 15 серпня по 6 вересня 2020 року, але через пандемію COVID-19 її скасували та згодом перенесли на листопад 2021 року.
Друга театральна постановка Butai Given: Umi e планувалась до показу у травні 2025 року, але була скасована через банкрутство та закриття театральної компанії Trifle Entertainment у січні 2025 року.

### Дорама
26 травня 2021 року було анонсовано шестисерійну японську дораму Given, яка вийшла на стримінговому сервісі FOD від Fuji TV 17 липня 2021 року. Режисером серіалу є Коїчіро Мікі, а в головних ролях знялися Джін Судзукі у ролі Ріцуки Уеноями, Санарі — Мафую Сато, Кай Іновакі — Акіхіко Каджі та Шунтаро Янаґі — Харукі Накаями. Crunchyroll ліцензував серіал для розповсюдження англійською мовою в неазіатських регіонах.

## Сприйняття

### Манґа
Другий том Given досяг 39-го місця на Oricon, продавши 17 484 примірники за другий тиждень, загалом 30 308 примірників станом на лютий 2016 року. Третій том досяг 37-го місця на Oricon, продавши 24 345 примірників за перший тиждень. Серія посіла 7-е місце в категорії «boys' love» на цифровому книжковому сервісі BookLive! у першій половині 2019 року.

### Аніме
Аніме-адаптація Given отримала схвальні відгуки критиків. У огляді перших двох серій для Anime News Network Стів Джонс назвав серіал «одним із найемоційніших проєктів сезону», відзначивши саундтрек та режисуру Ямагучі. За його словами, сценарій на початку був «недостатньо опрацьований, але не катастрофічно», проте згодом помітно покращився. Особливо високо оцінили стосунки між Мафую та Ріцукою, які Джонс назвав «одним з найпереконливіших аніме-романів цього року».
В огляді для Crunchyroll Адам Вескотт назвав Given «найкращим серіалом, який ви зараз не дивитесь», особливо відзначивши звук та освітлення.

### Фільм
За перший вікенд показу аніме-фільм Given посів перше місце у рейтингу продажу квитків у міні-театрах за версією Kogyotsushinsha і тримався на цій позиції протягом п’яти тижнів поспіль. В загальному зборі фільм посів 9-те місце у свій перші вихідні, незважаючи на те, що демонструвався лише у 30 кінотеатрах — приблизно вдесятеро менше, ніж у найближчих конкурентів. Станом на 14 вересня 2020 року було продано 100 000 квитків.